# Ilyodon xantusi
Ilyodon xantusi är en fiskart som först beskrevs av Hubbs och Turner, 1939.  Ilyodon xantusi ingår i släktet Ilyodon och familjen Goodeidae. Inga underarter finns listade i Catalogue of Life.